# Volker Feick
Volker Feick (* 31. März 1939 in Mannheim) ist ein deutscher Politiker (CDU) und ehemaliger Abgeordneter des Hessischen Landtags.

## Ausbildung und Beruf
Volker Feick leistete nach dem Abitur von 1959 bis 1960 seinen Wehrdienst und studierte danach auf Lehramt. Nach dem zweiten Staatsexamen arbeitete er an einer Vielzahl von Schulen als Lehrer. Zuletzt war er von 1985 bis 1988 Rektor der Werner-von-Siemens-Schule in Lorsch. Im September 1988 wechselte er als Schulamtsdirektor an das Staatliche Schulamt nach Heppenheim.
Volker Feick ist verheiratet und hat zwei Kinder.

## Politik
Volker Feick ist Mitglied der CDU und für diese in verschiedenen Vorstandsämtern aktiv. Er war seit 1968 Stadtverordneter in Bensheim, führte dort die CDU-Fraktion von 1972 bis 1981 und war ab 1981 Stadtverordnetenvorsteher. Von 1977 bis 1981 war er außerdem ehrenamtlicher Stadtrat und seit 1977 Mitglied des Kreistags des Kreises Bergstraße.
Vom 1. Dezember 1982 bis zum 4. August 1983 war er Mitglied des hessischen Landtags.

## Weblink
- Volker Feick. Abgeordnete. In: Hessische Parlamentarismusgeschichte Online. HLGL & Uni Marburg, abgerufen am 7. September 2024 (Stand 28. November 2023).

| Personendaten    | Personendaten                  |
| ---------------- | ------------------------------ |
| NAME             | Feick, Volker                  |
| KURZBESCHREIBUNG | deutscher Politiker (CDU), MdL |
| GEBURTSDATUM     | 31. März 1939                  |
| GEBURTSORT       | Mannheim                       |